# Хэнни, Аластер
Роберт Аластер Хэнни (2 июня 1932, Плимут — 8 декабря 2024, Хортен) — почётный профессор Университета Осло. Входит в список «Сто ныне живущих гениев» по версии Daily Telegraph от 28 октября 2007 года.

## Биография
Получил образование в Эдинбурге, где его ранний интерес к философии был вызван работами Джона Макмуррея, и в Лондоне, где он учился у Эй Джей Эйера и Бернарда Уильямса. Книга Хэнни «Публика» (2004) интерпретирует ряд идей Кьеркегора в современном политическом ключе и исследует роль «публики» как аудитории, так и участника политического процесса. Хэнни также был членом команды, переводящей дневники и тетради Кьеркегора.
Хэнни умер 8 декабря 2024 года в Хортене, Вестфолл, Норвегия, в возрасте 92 лет.